# Джонс, Скотт
Скотт Джонс (англ. Scott Lyman Jones; родился 22 сентября 1983 года в Сан-Антонио, Техас, США) — пуэрто-рикано-американский футболист, опорный полузащитник.

## Клубная карьера
Джонс обучался в Университете Северной Каролины в Гринсборо, где с 2003 по 2006 годы выступал за университетскую футбольную команду. В 2004—2006 годах он также играл за команду «Каролина Динамо», которая выступала в четвёртом дивизионе лиги соккера США.
12 января 2007 года на Супердрафте MLS Джонс был выбран в третьем раунде под общим 28-м номером клубом «Даллас». Скотт провёл за резервную команду клуба 4 игры и забил два мяча, но так и не получил шанса в основной.
В 2008 году Джонс подписал контракт с командой «Пуэрто-Рико Айлендерс», выступавшей в USL First Division. 9 августа 2009 года в матче против «Майами», Джонс забил первый гол за клуб. За три сезона в составе «Айлендерс», Скотт провёл 74 матча и забил 1 гол.
В 2012 году Джонс заключил контракт с клубом «Шарлотт Иглз». 18 апреля в поединке против «Чарлстон Бэттери» он дебютировал за новую команду.

## Международная карьера
Джонс является гражданином США, но несмотря на это, он как лицо, прожившее более двух лет в Пуэрто-Рико, получил право выступать за эту страну на международной арене. В 2011 году в матче отборочного этапа Чемпионата мира 2014 года против сборной Сент-Китса и Невиса дебютировал за сборную Пуэрто-Рико.

## Достижения
«Пуэрто-Рико Айлендерс»
- Победитель регулярного чемпионата USL First Division — 2008
- Победитель Карибского клубного чемпионата — 2010